# ノルマルナ・ブロウトコヴァ・スカカウニツァ
ノルマルナ・ブロウトコヴァ・スカカウニツァ（Normalna Bloudkova skakalnica、「ブロウデクノーマルヒルジャンプ台」の意味）はスロベニア北西部プラニツァに位置するスキージャンプ競技場。レタウニツァ・ブラトウ・ゴリシェクをはじめとするスキージャンプコンプレックスの一部である。
1949年、スタンコ・ブロウデクによって建設され、その名が冠された。K点90m、ヒルサイズ100m。
2011年からのプラニツァノルディックセンターの再開発によりノーマルヒルのジャンプ台はブロウトコヴァ・ヴェリカンカにラージヒルと併設されたため取り壊され、新たにミディアムヒルのジャンプ台が2つ設置されている (K-60/HS66, K-78/HS84)。

## バッケンレコード
| 年月日     | 氏名                                        | 記録    |
| ---------- | ------------------------------------------- | ------- |
| 1949.2.4   | ヤネヅ・ポルダ ユーゴスラビア               | 86.0 m  |
| 1965.3.7   | マリヤン・ペチャル ユーゴスラビア           | 87.0 m  |
| 1967.3.26  | ホルスト・クェック 東ドイツ                 | 91.0 m  |
| 1971.3.28  | ハンス＝ゲオルク・アッシェンバッハ 東ドイツ | 93.0 m  |
| 1980.3.21  | トム・レボルスタ ノルウェー                 | 94.0 m  |
| 1982.3.27  | オーレ・ブレムセット ノルウェー             | 94.0 m  |
| 1983.3.26  | オーラヴ・ハンソン ノルウェー               | 95.5 m  |
| 1984.3.24  | イェンス・バイスフロク 東ドイツ             | 97.0 m  |
| 1993.11.11 | エスペン・ブレーデセン ノルウェー           | 101.0 m |
| 1994.11.11 | アンドレアス・ゴルトベルガー オーストリア   | 102.5 m |
| 2003.3.2   | アネッテ・サーゲン ノルウェー               | 105.5 m |
| 2004.3.13  | ビネ・ズパン スロベニア                     | 110.0 m |

## 優勝者一覧
この一覧は1949年ノルマルナ・ブロウトコヴァ・スカカウニツァ開場以降の国際大会のトップスリーである。及びに依る。

### 男子
| 年月日     | 1位                                         | 2位                                         | 3位                                         | 備考                           |
| ---------- | ------------------------------------------- | ------------------------------------------- | ------------------------------------------- | ------------------------------ |
| 1949.3.27  | ヤネヅ・ポルダ ユーゴスラビア               | ラッセ・ヨハンソン · フィンランド           | ラファエル・ヴィリャマ · フィンランド       |                                |
| 1951.3.11  | ヨーゼフ・ブラドル · オーストリア           | ヤネヅ・ポルダ ユーゴスラビア               | アルビン・プランク · オーストリア           |                                |
| 1952.3.23  | キース・ウェジマン アメリカ合衆国           | ヨーゼフ・ブラドル · オーストリア           | アロイス・レオドルター · オーストリア       |                                |
| 1953.3.8   | ヘルマン・アンヴァンダー 西ドイツ           | ヤネヅ・ポルダ ユーゴスラビア               | セップ・シフナー · オーストリア             |                                |
| 1965.3.7   | ディーター・ミュラー 東ドイツ               | ヘルムト・ヴェグシャイダー 西ドイツ         | ディーター・ボケロ 東ドイツ                 | ヤネヅ・ポルダ記念ジャンプ     |
| 1967.3.26  | ラインホルト・バハラー · オーストリア       | ホルスト・クエック 東ドイツ                 | ペーター・レッサー 東ドイツ                 | ヤネヅ・ポルダ記念ジャンプ     |
| 1970.3.22  | ヴラジーミル・スミルノフ ソビエト連邦       | アレクサンドル・イワンニコフ ソビエト連邦   | ラインホルト・バハラー · オーストリア       | ヤネヅ・ポルダ記念ジャンプ     |
| 1971.3.28  | ハンス＝ゲオルク・アッシェンバッハ 東ドイツ | ヴァルター・シュタイナー スイス             | ペテル・シュテファンチッチ ユーゴスラビア   | ヤネヅ・ポルダ記念ジャンプ     |
| 1980.3.21  | ハンス・ミロニヒ · オーストリア             | アルミン・コグラー · オーストリア           | プリモジュ・ウラガ ユーゴスラビア           | スキージャンプ・ワールドカップ |
| 1981.3.21  | ヤリ・プイッコネン · フィンランド           | ホースト・ビューロー カナダ                 | アクセル・ジッツマン 東ドイツ               | スキージャンプ・ワールドカップ |
| 1982.3.27  | オーレ・ブレムセット · ノルウェー           | ペール・ベルゲルード · ノルウェー           | マッシモ・リゴーニ イタリア                 | スキージャンプ・ワールドカップ |
| 1983.3.26  | マッチ・ニッカネン · フィンランド           | プリモジュ・ウラガ ユーゴスラビア           | オーラヴ・ハンソン · ノルウェー             | スキージャンプ・ワールドカップ |
| 1984.3.24  | イェンス・バイスフロク 東ドイツ             | マイク・ホランド アメリカ合衆国             | ヤヌシュ・マリク ポーランド                 | スキージャンプ・ワールドカップ |
| 1986.3.22  | マッチ・ニッカネン · フィンランド           | アンドレアス・フェルダー · オーストリア     | フランツ・ノイラントナー · オーストリア     | スキージャンプ・ワールドカップ |
| 1988.3.26  | プリモジュ・ウラガ ユーゴスラビア           | パベル・プロッツ チェコスロバキア           | エルンスト・フェットーリ · オーストリア     | スキージャンプ・ワールドカップ |
| 1989.3.25  | イェンス・バイスフロク 東ドイツ             | アンドレアス・フェルダー · オーストリア     | アリ＝ペッカ・ニッコラ · フィンランド       | スキージャンプ・ワールドカップ |
| 1993.12.11 | エスペン・ブレーデセン · ノルウェー         | 岡部孝信 日本                               | アンドレアス・ゴルトベルガー · オーストリア | スキージャンプ・ワールドカップ |
| 1994.12.10 | 船木和喜 日本                               | アンドレアス・ゴルトベルガー · オーストリア | ヤンネ・アホネン · フィンランド             | スキージャンプ・ワールドカップ |
| 1994.12.11 | アンドレアス・ゴルトベルガー · オーストリア | ミカ・ライティネン · フィンランド           | ラッセ・オッテセン · ノルウェー             | スキージャンプ・ワールドカップ |
| 1996.3.24  | プリモジュ・ペテルカ スロベニア             | アンドレアス・ゴルトベルガー · オーストリア | サモ・ゴスティシャ スロベニア               | スキージャンプ・ワールドカップ |

### 女子
| 年月日    | 1位                             | 2位                             | 3位                               | 備考                                 |
| --------- | ------------------------------- | ------------------------------- | --------------------------------- | ------------------------------------ |
| 2003.1.11 | アネッテ・サーゲン · ノルウェー | リンジー・ヴァン アメリカ合衆国 | エヴァ・ガンスター · オーストリア | FISレース                            |
| 2003.1.12 | アネッテ・サーゲン · ノルウェー | リンジー・ヴァン アメリカ合衆国 | ヘレナ・オルション · スウェーデン | FISレース                            |
| 2005.1.16 | アネッテ・サーゲン · ノルウェー | リンジー・ヴァン アメリカ合衆国 | モニカ・ポグラディッチ スロベニア | スキージャンプ・コンチネンタルカップ |